# Le Chaton malade
Pour plus de détails, voir Fiche technique et Distribution.
Le Chaton malade (Sick Kitten) est un film britannique réalisé par George Albert Smith, sorti en 1903.

## Synopsis
Une fillette saisit un chaton couché dans un panier juché sur un guéridon et le caresse dans ses bras en s'asseyant. Elle semble s'inquiéter de sa santé. Un garçonnet, affublé d’un chapeau haut de forme et d’un parapluie, entre et se présente. Elle montre le chaton. Après un regard caméra, le petit docteur sort, tandis que la maman chatte flaire le panier et son rejeton blotti sur les genoux de la fillette. Le garçonnet revient, portant une bonbonne étiquetée Fisik (médecine). La fillette tend alors une cuillère que trois fois de suite le chaton lape avec appétit. Satisfaite, la fillette serre la main du petit docteur qui soulève son chapeau en saluant la caméra, puis sort du champ. 

## Fiche technique
- Titre : Le Chaton malade
- Titre original : Sick Kitten
- Réalisation : George Albert Smith
- Production : George Albert Smith Films
- Pays :  Royaume-Uni
- Format : 35 mm, noir et blanc, muet
- Durée : 48 secondes
- Date de sortie : 1903

## Analyse
Dans un film précédent, La Loupe de grand-maman, George Albert Smith filme « une série exceptionnelle de cinq gros plans, notamment un très-très-gros plan d'un œil qui riboule, et c'est l’alibi de la loupe et du ridicule qui lui permet de se protéger des foudres de la censure », ainsi qu’il le fait dans Ce qu'on voit dans un télescope. Dans Le Chaton malade, il ne prend même plus la peine de trouver un alibi pour se rapprocher de son sujet. « Le film est traité en deux plans, le plan maître, un plan large qui cadre les enfants en pied, et un gros plan disposé au milieu du plan maître, celui du chaton qui lape le sirop dans la cuillère que lui tend la fillette. Les cinéastes de Brighton appelaient le gros plan a magnificent view, une vue agrandie, c’est-à-dire magnifiée, et ils avaient mille fois raison! »

## Remake
Ce film, réalisé en 1903, est un remake d'un précédent, The Little Doctor, réalisé en 1901. À cette époque, les copies de film étaient tirées directement d'après le négatif original qui se détériorait à la longue. Les cinéastes tournaient alors une autre version à peu près à l’identique, pour de nouveaux tirages. Ce fut le cas des célèbres La Sortie de l'usine Lumière à Lyon (trois versions), et de L'Arrivée d'un train en gare de La Ciotat (trois versions également), et aussi de Sauvée par Rover, produit par les Britanniques (deux versions).